# Sukhoi Su-17
Sukhoi Su-17 (en ruso: Сухой Су-17; designación OTAN: Fitter) es un cazabombardero a reacción de origen soviético desarrollado a partir del Su-7 por el fabricante Sukhoi. Con gran éxito en la Fuerza Aérea Soviética, una versión modificada para su exportación, con las designaciones Su-20 y Su-22, ha sido ampliamente utilizado en las fuerzas aéreas de países del Bloque del Este y Oriente Medio .

## Historia
El Su-17 comenzó como un intento de mejorar el rendimiento del cazabombardero Su-7. Aunque el Su-7 tenía ciertas características buenas, como una estructura robusta y una buena velocidad a baja altura comparado a otras opciones, también su alcance no era muy elevado y necesitaba altas velocidades para el despegue o aterrizaje que le obligaban a usar pistas de rodaje bastante largas.
Los estudios del centro de aerodinámica soviético, el TsAGI, habían sugerido utilizar las ventajas de las alas de geometría variable. Este tipo de alas podían desplazarse y ampliar la superficie alar para mejorar su maniobrabilidad a baja altura, o al contrario, podían retraerse para disminuir la superficie y mejorar así la velocidad del avión. 
De esta forma, se habían desarrollado varios modelos de alas, para el Su-7 (y el bombardero Tupolev Tu-22) la configuración elegida sólo permitía mover la parte más externa del ala, dejando la parte interna fija. Aparte de ser más fácil de adaptar a los fuselajes existentes, este tipo de ala permitía que el tren de aterrizaje se montara en la parte fija y poder colocar sujeciones o estaciones de armamento fijas en el intradós de los planos.

Un Su-7 ya modificado con el nuevo tipo de alas realizó su primer vuelo el 2 de agosto de 1966 como Su-7IG también conocido como S-221. Las alas podían cambiar de posición de forma manual a tres ángulos de 28, 45 y 63 grados. Los resultados fueron satisfactorios, mejorando la velocidad en despegue y aterrizaje lo que recortaba la distancia necesaria a la mitad, y consiguiendo además doblar la capacidad de carga de armas.

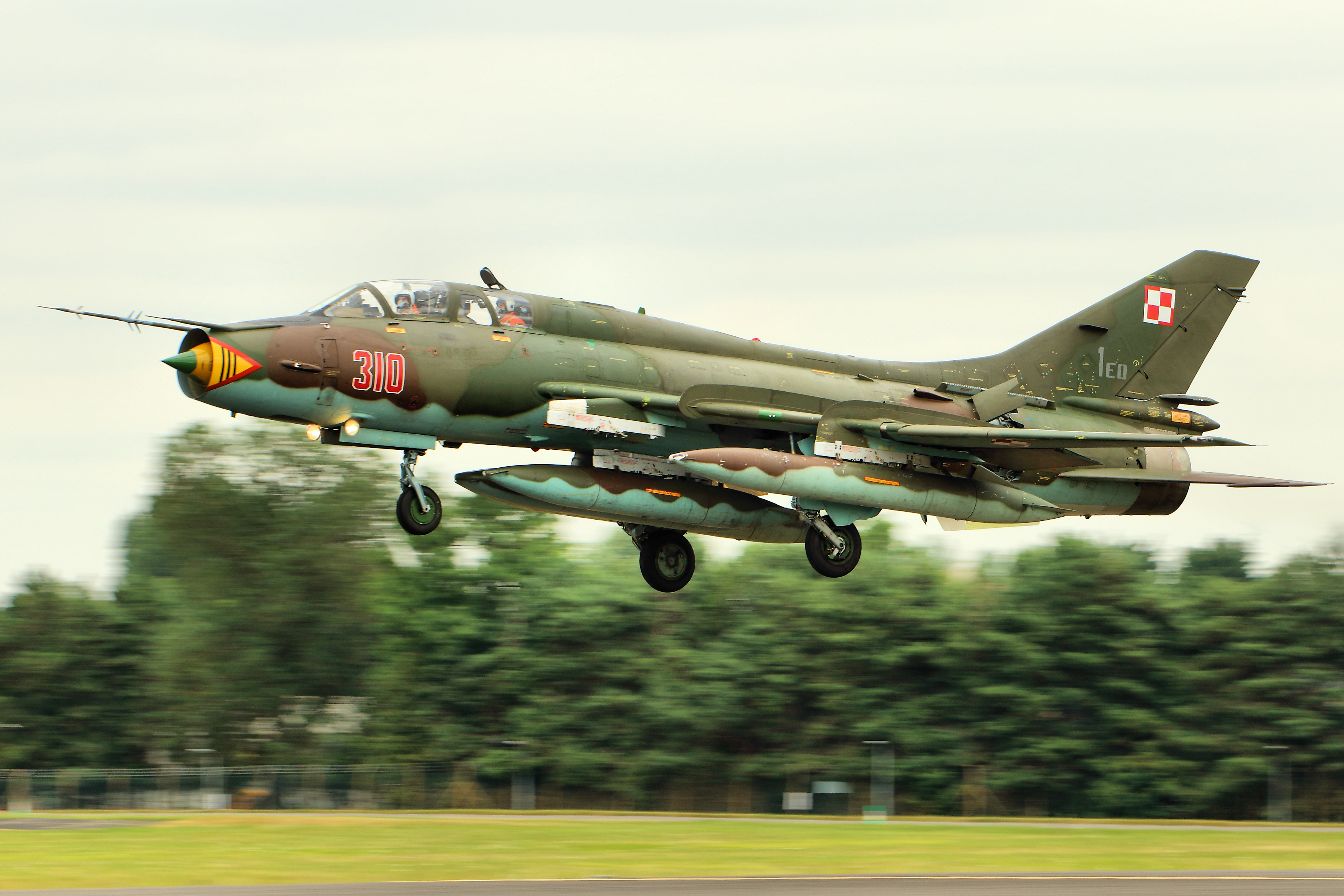
Su-22UM3K de la Fuerza Aérea Polaca en la exhibición RIAT de 2015

En el mundo occidental, pudieron ver por primera vez el avión en el Aeropuerto Internacional de Moscú-Domodédovo en julio de 1967, considerando al Su-7IG (con designación OTAN Fitter-B) un experimento único, y se sorprendieron cuando la fuerza aérea soviética comenzó a ser equipado con este avión en 1972.
El nuevo avión, conocido en el OKB como S-32, fue designado Su-17. El primer modelo de producción fue el Su-17M, con un motor de reacción y aviónica más evolucionado, y un depósito extra en el fuselaje para poder cargar más combustible y ampliar su radio de acción. Se creó una versión modificada más sencilla, como es habitual, para exportar a otros países designada como Su-20. Las tres primeras versiones recibieron la designación de la OTAN Fitter-C.
Posteriormente Sukhoi continuó diseñando y construyendo una larga lista de variantes principales. Las versiones soviéticas recibían el nombre de Su-17, mientras que su equivalente para exportación, Su-22. Alrededor de 3.000 unidades del Su-17 y derivados se fabricaron entre 1966 y el final de su producción en 1991. 
El avión fue exportado por todo el mundo, incluyendo Afganistán, Angola, Argelia, Bulgaria, Checoslovaquia, Corea del Norte, Egipto, Etiopía, Hungría, Irán, Irak, Libia, Polonia, Perú, República Democrática Alemana, Siria, Vietnam y Yemen. 
Tras la desaparición de la URSS, otros usuarios fueron Azerbaiyán, Bielorrusia, Turkmenistán, Ucrania y Uzbekistán. Varias empresas independientes han ofrecido asistencia técnica y programas de actualización para los aviones aún activos.

## Historial de servicio

### Unión Soviética
Véase también: Guerra de Afganistán(1978-1992) y Primera Guerra de Chechenia
Los soviéticos realizaron un uso intenso del Su-17 durante la guerra de Afganistán (1978-1992), con alrededor de un centenar de aviones. Aunque no existía oposición aérea por parte de los afganos, algunos fueron derribados por fuego terrestre y misiles tierra-aire FIM-92 Stinger. 
Los tripulantes del Su-17 alabaron la operatividad de la aeronave, aunque aparentemente su eficacia como cazabombardero era modesta. Se utilizaron un amplio abanico de armas, incluyendo bombas termobáricas. Las principales complicaciones para la aeronave fue operar en aeródromos a gran altitud y un clima cálido y polvoriento. En el verano, los abortos o cancelaciones por despegue del Su-17 se multiplicaban hasta un 150% y los aterrizajes terminaron frecuentemente con neumáticos reventados y a veces paquetes de frenos con fuego, debido a la necesidad de realizar fuertes frenadas. Los fallos de aviónica eran comunes por las elevadas temperaturas y la presencia de arena que dañaba la electrónica.
Sin embargo, el motor AL-21F demostró ser resistente a la ingesta rutinaria de arena y combustible contaminado con arena. En 1985 la disponibilidad de la flota de Su-17 superó la del Sukhoi Su-25 y los helicópteros. Los Su-17 de la primera serie de producción fueron reemplazados por versiones modificadas, Su-17M3 y Su-17M4, más capaces. A pesar de su durabilidad y carga útil, la aeronave se mostró mal adaptada para el combate en el terreno montañoso debido a las altas velocidades de ataque, la baja maniobrabilidad y la necesidad de mantenerse fuera del alcance de la artillería antiaérea debido a la falta de una importante protección de armadura. Aunque la armadura externa se agregó alrededor del motor, los sistemas hidráulicos y los sistemas de combustible basados en el análisis de daños, esto todavía era insuficiente en comparación con el soporte aéreo dedicado Su-25.
La aparición en manos de afganos de armas de terceros países de MANPADS, como el 9K32 Strela-2 de fabricación soviética por contrabando desde Egipto, y el estadounidense FIM-43 Redeye y luego el FIM-92 Stinger, presentaron una nueva y grave amenaza y obligaron a los Su-17 a volar y operar a mayores altitudes para estar más protegidos. Con nuevas tácticas y la instalación de hasta 12 dispensadores de bengalas para engañar a los proyectiles de los MANPADS automáticamente demostraron ser efectivos, y en 1985 solo se perdió un Su-17.
Forzado a operar a una altura superior a los tres mil metros sobre el suelo, los Su-17 dejaron de emplear proyectiles no guiados a bombas con mayor potencia como las termobáricas, mientras los Su-25 se encargaban de ataques con cierta precisión. Hacia el final de la guerra, la fuerza Su-17 fue parcialmente reemplazada por los Mikoyan MiG-27.
Los Su-17M3 / 4 se usaron también durante la primera guerra chechena junto con los Sukhoi Su-24 y los Sukhoi Su-25 en misiones de reconocimiento y ataque terrestre.
La Fuerza Aérea de Rusia, heredera en gran parte de la flota aérea soviética, retiró su último Su-17M4 junto con su flota de MiG-23/27 en 1998.

### Angola
Véase también: Guerra Civil Angoleña y Guerra de la Frontera Sudafricana
Los soviéticos suministraron al gobierno comunista de Angola 12 Su-20M en 1982 o 1983, que formaron la base del 15.º FS. El escuadrón sufrió una rápida pérdida de al menos seis aviones, la mayoría en percances, en 1985, y tres más en 1988, y solo le quedaban dos aviones cuando se reforzó con otro lote soviético de 14 Su-22M-4K y dos Su- 22UM-3K en 1989–90 (incorporado al 26.º Regimiento Aéreo, con sede en Moçâmedes). Un segundo envío desde Bielorrusia en 1999 consistió en dos Su-22UB y cuatro Su-22M, y un tercero de Eslovaquia en 1999-2001 consistió en 10 Su-22M-4 y un Su-22UM-3K. 
Estos aviones vieron un uso intensivo en la guerra contra UNITA. De las pérdidas antes mencionadas, que no pueden clasificarse como percances o desgaste de combate, solo un C510 serializado Su-20M fue derribado en 1987 y un caso mejor documentado ocurrió el 6 de noviembre de 1994 cuando se disparó un Su-22 en Catumbela. derribado por un SAM disparado por UNITA durante una redada contra Huambo. El piloto logró expulsar y huir desnudo después de quitarse el traje de vuelo.

### Libia
Véase también: Incidente del Golfo de Sirte de 1981 y Guerra Civil Libia
Dos Su-22 libios fueron derribados en el incidente del Golfo de Sirte por la Marina estadounidense, siendo los cazas Grumman F-14 Tomcats, quienes derribaron los aviones, el 19 de agosto de 1981. Un Su-22 disparó un misil R-3 de frente a uno de los F-14 desde un estimado Distancia de cierre de 300 metros (984 pies), sin embargo, el misil fue evadido. Ambos fueron derribados por misiles AIM-9L Sidewinder.
El 8 de octubre de 1987, tras el conflicto entre Chad y Libia, un Su-22MK fue derribado por un FIM-92A disparado por las fuerzas de Chad. El piloto, el Capitán Diya al-Din, fue expulsado y fue capturado. Más tarde se le concedió asilo político por el gobierno francés. Durante la operación de recuperación, un FIM-92A derribó un MiG-23MS libio.
Un Su-22 libio se estrelló cerca de Benghazi el 23 de febrero de 2011. Los miembros de la tripulación, el Capitán Attia Abdel Salem al Abdali y su número dos, Ali Omar Gaddafi, recibieron la orden de bombardear la ciudad en respuesta a la guerra civil libia. Se negaron, salieron del avión y se lanzaron en paracaídas al suelo. Los Su-22 fueron muy utilizados por las fuerzas leales libias contra las fuerzas insurgentes desde mediados de febrero hasta mediados de marzo de 2011, cuando comenzó la misión internacional y se impuso la zona de exclusión aérea. Entre otras misiones, los Su-22 también atacaron posiciones anti-Gadafi en Bin Jawad a principios de marzo de 2011 cuando las fuerzas gubernamentales retomaron la ciudad.
Un Su-22 de laFuerza Aérea Libia fue destruido en el suelo por un F-16AM de la Fuerza Aérea Belga el 27 de marzo.

### Irak
Véase también: Guerra Irán-Irak(1980-1988) y Guerra del Golfo de 1991
Desde el 22 de septiembre de 1980 hasta el 20 de agosto de 1988, durante la guerra entre Irán e Irak, Irak utilizó las versiones de exportación del Su-17 (Su-20 y Su-22) junto con los antiguos Su-7. Se utilizaron principalmente en el ataque terrestre y en el papel de apoyo aéreo cercano. Los F-14 iraníes derribaron 21 Su-20 / -22, que han sido confirmados por fuentes occidentales. 18 Su-20/-22 también fueron derribados por los cazas iraníes McDonnell Douglas F-4D/E Phantom II. y tres por el Northrop F-5E Tiger II.
Las cuentas oficiales iraquíes no muestran pérdida de aviones Su-20 durante la guerra contra los kurdos e Irán. 20 Su-22M2, dos Su-22M3 y siete Su-22M4 se perdieron durante la guerra con Irán, la mayoría por fuego antiaéreo sostenido durante bombardeos de bajo nivel contra las líneas del frente iraníes.
En 1991, durante la guerra del Golfo, los Su-22 iraquíes vieron un servicio activo limitado porque el régimen iraquí desconfiaba de la Fuerza Aérea. El 7 de febrero de 1991, la USAF envió a dos F-15C quienes derribaron a dos Su-20/22 y un Su-7 utilizando misiles aire-aire AIM-7 cuando el IQAF estaba trasladando su avión a Irán. Muchas más fueron destruidas en tierra por las fuerzas aéreas de la coalición o evacuadas a Irán y nunca fueron devueltas.
Los días 20 y 22 de marzo de 1991, otros dos Su-20/22 fueron derribados por un F-15C de la USAF durante la Operación Proporcionar Confort que comenzó poco después de la guerra.

### Polonia
El 19 de agosto de 2003, un Su-22M4K de la Fuerza Aérea Polaca fue derribado accidentalmente por fuego amigo durante un ejercicio con una batería polaca 2K12 Kub. El avión volaba a 21 km de la costa sobre el mar Báltico cerca de Ustka. El piloto expulsó y fue rescatado después de dos horas en el agua. Más tarde murió en un accidente de C-295M el 23 de enero de 2008. A partir de 2012, Polonia planeaba reemplazar sus Su-22 con tres escuadrones de vehículos aéreos no tripulados.
A partir de 2014, la Fuerza Aérea Polaca planeaba mantener los Su-22 en servicio. Se espera que esta decisión tenga un impacto positivo en la industria polaca, ya que la instalación de reparación WZL nr 2 en Bydgoszcz mantendrá el avión restante bajo contrato con la Fuerza Aérea. La decisión también permitiría a la Fuerza Aérea retener a los equipos de tierra y pilotos bien entrenados, que actualmente operan las máquinas. Los polacos consideran que el Su-22 es más fácil de mantener y reparar que los otros tipos de aviones de combate principales actualmente en servicio polaco (principalmente el MiG-29 y el F-16). También sufren menos mal funcionamiento y otros problemas (alto, índice de error del 70-75%). También es el único avión en el inventario polaco equipado para inteligencia electrónica, guerra y soporte de sistemas terrestres. La Fuerza Aérea de Polonia ha retenido una gran reserva de armas aire-tierra para usar con el Su-22. Según algunas estimaciones, el costo de destruir estos recursos sería más alto que el costo proyectado de continuar las operaciones de Su-22. Se decidió que a partir de 2015, solo 12 Su-22M4 y 4-6 Su-22UM3K de los 32 restantes se someterían a una reparación, lo que aumentaría su vida útil durante otros diez años. Por razones económicas, la aeronave no se modernizó, aparte de instalar una radio adicional RS-6113-2 C2M con una antena de cuchilla en la parte superior, pero reciben un nuevo camuflaje gris multishade, similar a otras aeronaves polacas.
Hay uno exhibido en el Museo de Armas Polacas en Kołobrzeg.

### Perú
Véase también: Conflicto del Cenepa de 1995

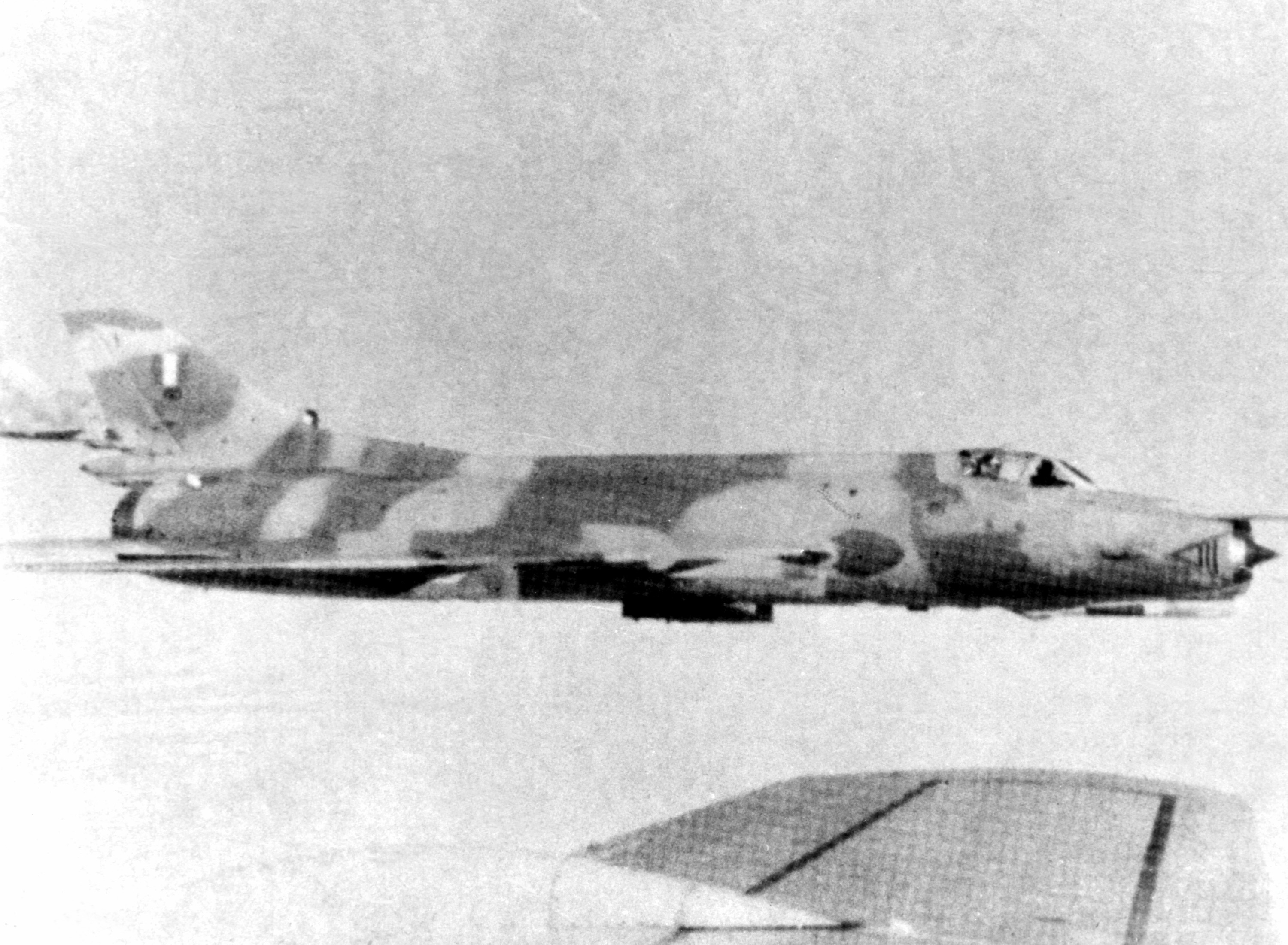
Cazabombardero interdictor de ataque a suelo Sukhoi Su-22A "Fitter F" de la Fuerza Aérea del Perú en pleno vuelo

Perú fue el único cliente de exportación del tipo en las Américas. El 24 de abril de 1992, los "instaladores" peruanos atacaron un Lockheed C-130H Hércules de la Fuerza Aérea de los Estados Unidos del 310 ° Escuadrón de transporte aéreo que fue interceptado en el mar, al oeste de Lima, hiriendo a seis de los 14 miembros de la tripulación. El miembro de la tripulación Joseph C. Beard, Jr., fue asesinado cuando fue expulsado de la cabina a 18,500 pies y el miembro de la tripulación Ronald Hetzel sufrió heridas graves, con el pecho abierto y la vena yugular cortada. El incidente provocó una interrupción de casi un año en el programa antidrogas de negación del puente aéreo de Estados Unidos y el establecimiento de un Centro Conjunto de Operaciones Aéreas en la Base de la Fuerza Aérea Howard en Panamá.
Durante la Guerra de Cenepa de 1995 entre Perú y Ecuador, se perdieron dos Sukhoi Su-22 peruanos.
El 10 de febrero de 1995, dos Mirage F-1JA de la Fuerza Aérea Ecuatoriana, pilotados por el Mayor R. Banderas y el Capitán C. Uzcátegui, fueron dirigidos sobre cinco objetivos que se acercaban al disputado valle de Cenepa. Después de hacer contacto visual, los Mirages dispararon sus dos misiles Matra Magic II, alegando que dos Su-22A Fitter F peruanos fueron derribados. Sin embargo, la Fuerza Aérea Ecuatoriana jamás mostró los vídeos HUD que confirmen dichos derribos, la versión oficial del Perú afirma es que uno de los Su-22A Fitter fue alcanzado por la artillería antiaérea ecuatoriana durante una misión de ataque terrestre de bajo vuelo, y el segundo debido a un incendio de motor.
Los Su-22 volaron 45 salidas a la zona de combate. También se estableció una fuerza de "Fitters" de 20 miembros en El Pato como una fuerza de represalia en caso de que Ecuador decidiera atacar el puerto costero.

### Siria
Véase también: Guerra de Yom Kipur, Guerra del Líbano de 1982, Guerra Civil Siria y Guerra contra el Estado Islámico
La Fuerza Aérea Siria usó los Su-20 y Su-22s para atacar a las fuerzas de Israel en la guerra de Yom Kipur y en la Guerra de Líbano de 1982. Varios fueron derribados por la Fuerza Aérea Israelí. 
Desde mediados de 2012, en la guerra civil de Siria, las aeronaves Su-22 de la Fuerza Aérea Siria, han participado en operaciones de apoyo al combate terrestre. Al igual que en otras aeronaves, los Su-22 utilizaron municiones no guiadas, en su mayoría bombas de propósito general, bombas de racimo, bombas incendiarias y cohetes no guiados principalmente a baja o media altitud. 
A finales de 2015, el Su-22 sufrió un número limitado de pérdidas en comparación con el MiG-21 y MiG-23 durante el mismo período. La primera pérdida confirmada se publicará el 14 de febrero de 2013, cuando las fuerzas rebeldes derribaron un caza con un MANPADS. El 18 de junio de 2017, un F/A-18E Super Hornet estadounidense, se enfrentó y derribó a un Su-22. El 24 de julio de 2018, dos misiles Patriot israelíes derribaron a un Su-22 que presumiblemente se encontraba en el espacio aéreo israelí.

### Yemen
Véase también: Guerra Civil Yemeni
El 11 de agosto de 2009, las Fuerzas Armadas de Yemen comenzaron la Operación Tierra Quemada en el norte de Yemen para combatir a los hutíes. La Fuerza Aérea de Yemen respaldó al ejército con ataques aéreos en posiciones controladas por los rebeldes. El 5 de octubre, un Su-22 yemení se estrelló cuando volaba en formación con otro avión. Los rebeldes afirmaron haberlo derribado, mientras que las fuerzas armadas de Yemen negaron haberlo hecho y afirmaron que se estrelló debido a problemas técnicos. Anteriormente, el 2 de octubre, los revolucionarios yemeníes dijeron que derribaron un MiG-21, mientras que nuevamente el ejército insistió en que los problemas técnicos causaron el choque.  
El 8 de noviembre, un tercer avión de combate yemení reportado como un Sukhoi fue destruido. Nuevamente, los militares afirmaron que se estrelló debido a problemas técnicos, mientras que los revolucionarios yemeníes afirmaron que lo derribaron. El piloto consiguió eyectarse. La Fuerza Aérea de Yemen utilizó una vez más los aviones Sukhoi durante el levantamiento de la Primavera Árabe. El 28 de septiembre de 2011, un Su-22 de la fuerza aérea yemení se estrelló por el ataque de un grupo rebelde. El gobierno confirmó que los rebeldes fueron los responsables del derribo y que el piloto había sido capturado. El 19 de febrero de 2013, un Su-22 en misión de entrenamiento se perdió por razones desconocidas en Saná , matando a una docena de civiles. El 13 de mayo de 2013, un Yemen Su-22 en una misión de entrenamiento se estrelló también en Saná, matando al piloto.

## Variantes

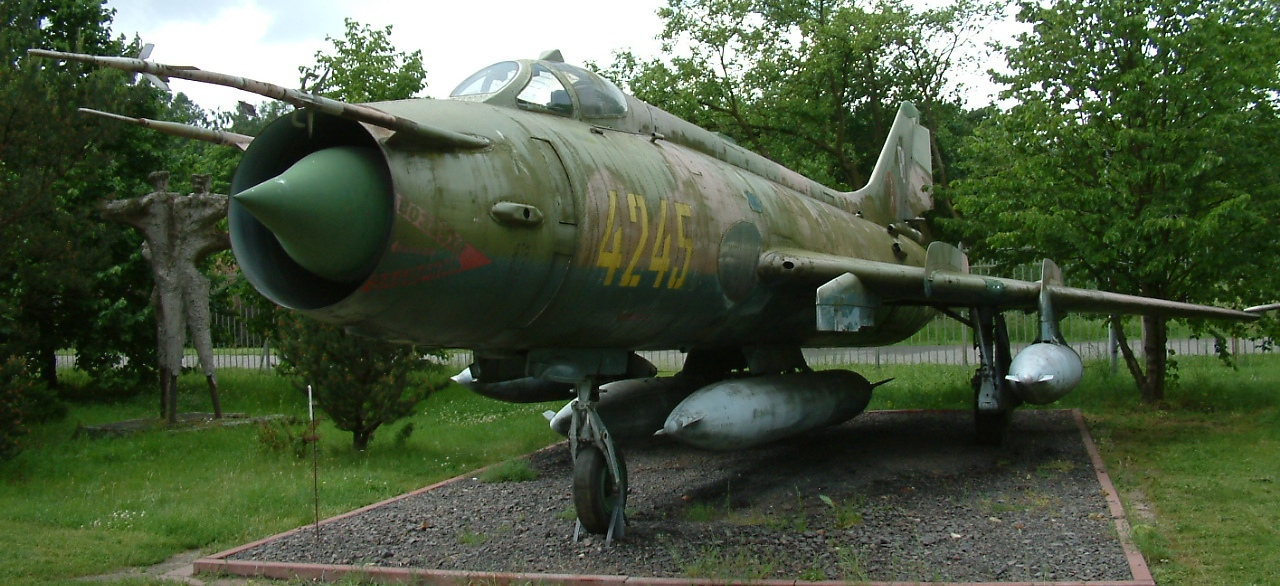
Su-20 de exportación.

- Su-7IG (Fitter-B): era la primera versión del Su-7BMK original, evolucionado y utilizado para las primeras pruebas en vuelo de las siguientes versiones modificadas ya con la denominación de Su-17.
- Su-17 (Fitter-C), en realidad incluía tres versiones distintas:
  - Su-17: un número pequeño (quizá 24) de aviones producidos en 1969, basados en el avión de entrenamiento Su-7U de fuselaje más largo, con una espina dorsal abultada donde contenía combustible adicional (4550 litros en total). Mantenía el motor Lyulka AL-7 versión F-1 del Su-7 (con un empuje en seco de 68,64 kN y con postcombustión de hasta 99,12 kN).
  - Su-17M: primera variante de producción, comenzó en 1971, utilizando el motor Lyulka AL-21 F-3 y manteniendo el radar SRD-5M del Su-7BMK. Podía alcanzar una velocidad máxima de hasta 2,1 Mach. La versión equivalente para exportación se denominó Su-20.
  - Su-17R: una cantidad menor de Su-17M equipados con sistemas de reconocimiento o vigilancia. La versión equivalente para exportar se denominó Su-20R.
- Su-17M-2D (Fitter-D): introducido en 1974, tenía un morro hasta 38 centímetros más largo y eliminaba el radar de alcance. El nuevo radomo cónico fijo en la entrada de aire frontal del motor, reducía la velocidad máxima a 1,7 Mach y contenía un telémetro láser y buscador de objetivos, Fon-1400. Bajo el morro llevaba el radar de navegación DISS-7. La versión de exportación, Su-17M-2K (Fitter-F), llevaba una aleta dorsal, eliminaba el telémetro y buscador, además empleaba el motor Tumanskii/Khatchaturov R-29BS-300 que le daba hasta 112,76 kN de empuje con postcombustión.
- Su-17UM-2D (Fitter-E): era la primera versión biplaza para entrenamiento, basada en la versión Su-17M-2D, pero con un fuselaje diferente, de igual longitud que la versión Su-17M. La capacidad de combustible se había reducido al igual que parte del armamento, pero mantenía la aviónica y el armamento en el exterior del fuselaje. La versión para exportar, que usaba el motor R-29BS-300, fue designada como Su-17UM-2K.
- Su-17UM-3 (Fitter-G): nueva versión revisada del avión de entrenamiento. A diferencia de los últimos modelos del Su-17, mantenía el radomo de entrada móvil, lo que le permitía alcanzar velocidades superiores a Mach 2. Se eliminaron algunas aviónicas de combate para así introducir un nuevo sistema que permitiese al instructor crear ataques simulados y emergencias en vuelo. Las versiones de exportación recibieron el nombre de Su-22UM-3K.
- Su-17M-3 (Fitter-H): nuevo modelo monoplaza basado en el Su-17UM-2D, pero con una sola cabina y manteniendo los cañones. Se le añadió una nueva estructura para cargar los misiles K-13 (AA-2 Atoll) o R-60 (AA-8 Aphid) entre las dos existentes en cada plano. La capacidad de combustible interno aumentó hasta los 4850 litros. La versión de exportación, el Su-22M-3K (Fitter-J), era similar pero motor diferente, el R-29BS-300.
- Su-17M-4 (Fitter-K): última versión en producción, que comenzó alrededor de 1980, con una mejora notable en la aviónica, incluyendo baliza de navegación, navegación inercial, un telémetro láser más potente y sistema de alerta radar SPO-15LE. La mayoría de este modelo estaba equipado para utilizar nuevos misiles guiados por señal de radiofrecuencia. Las versiones de exportación fueron designadas como Su-22M-4.
- Su-22M-5: una versión modificada por compañías de Francia y Rusia para las aeronaves existentes con una cabina modernizada, controles HOTAS y sistemas de aviónica actualizados. Eliminaba el telémetro láser a favor del radar Phantom de Phazotron/Thomson-CSF.

## Usuarios

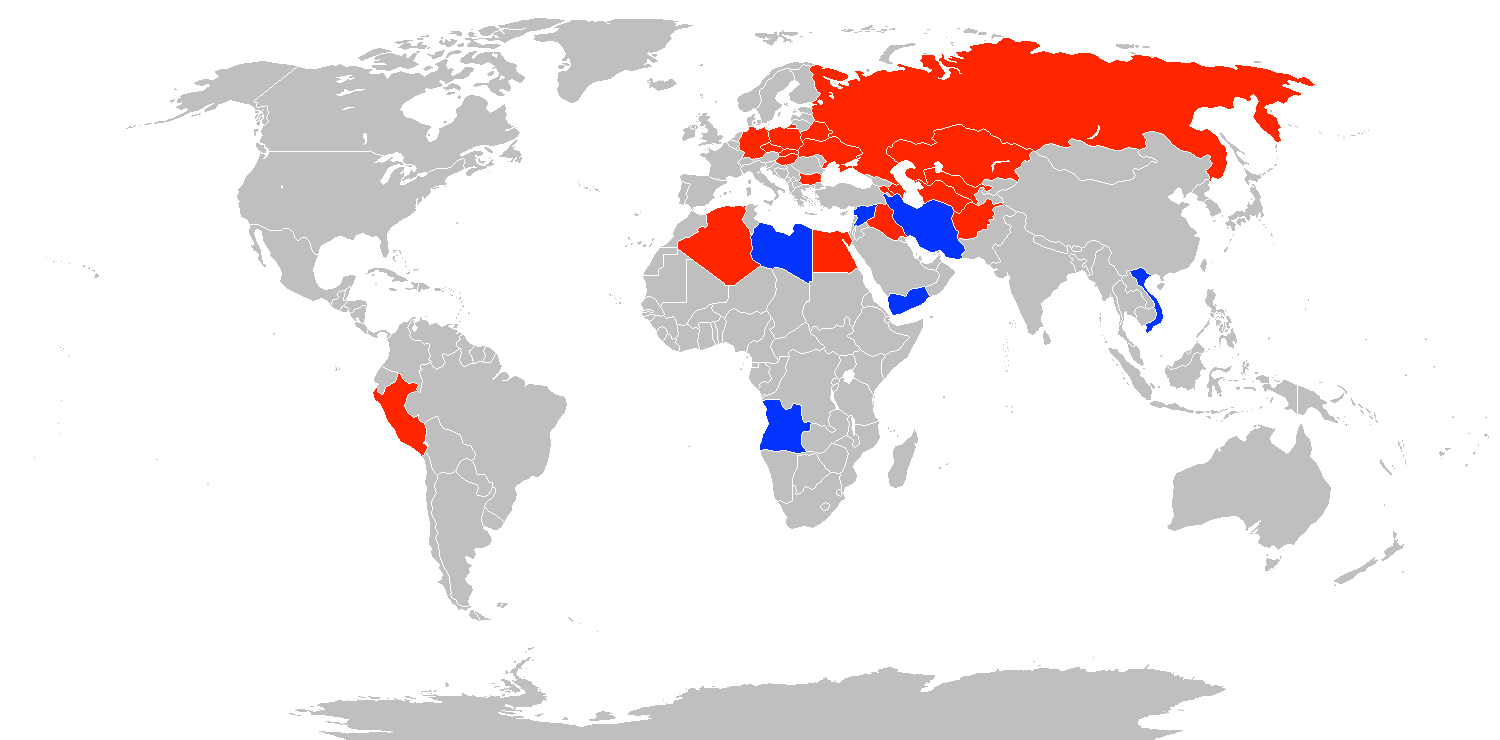
Países operadores del Su-17/20/22.
Actuales operadores.
Antiguos operadores.

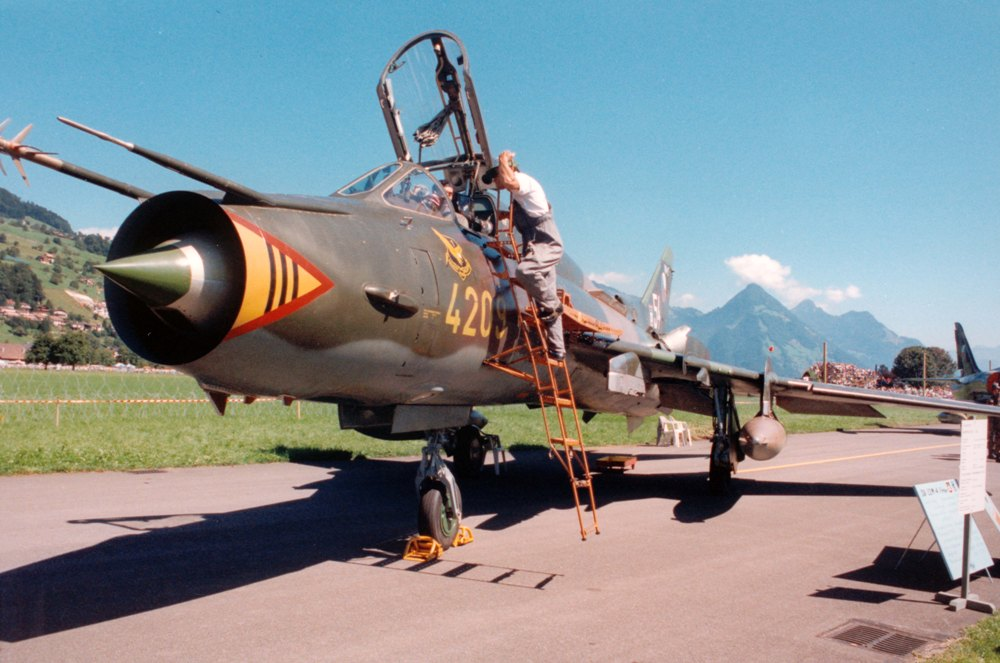
Su-22 de la Fuerza Aérea Checa

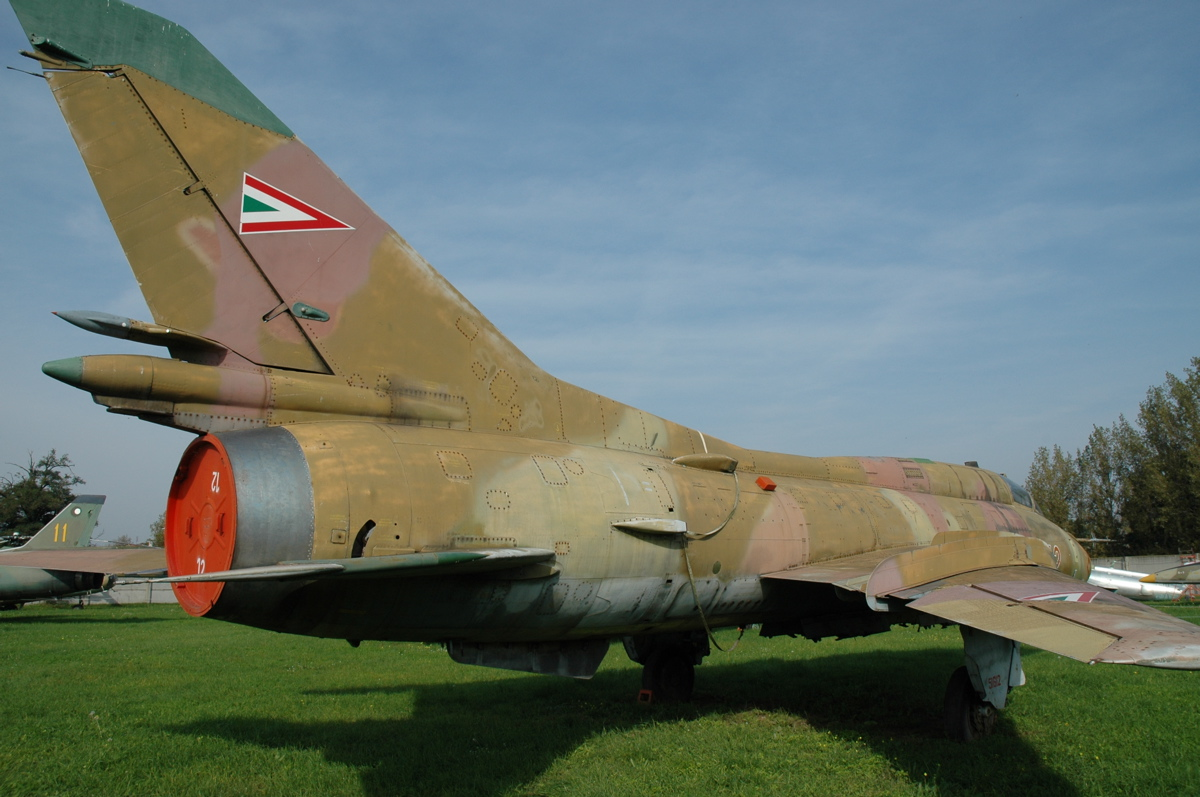
Su-22 húngaro retirado

### Anteriores
Alemania
 Argelia
 Cuba
 Egipto
 Eslovaquia
 Irak
 Irán
 Líbano
 Perú
 Polonia
 República Checa
 Rusia

## Especificaciones (Su-17M4)
Referencia datos: Sukhoi, Wilson

### Características generales
- Tripulación: 1 (piloto)
- Longitud: 19,02 m
- Envergadura: ala de geometría variable

  - Ala extendida: 13,68 m
  - Ala plegada: 10,02 m
- Altura: 5,12 m
- Superficie alar:
  - Ala extendida: 38,5 m²
  - Ala plegada: 34,5 m²
- Peso vacío: 12.160 kg
- Peso cargado: 16.400 kg
- Planta motriz: 1× turborreactor con postquemador Lyulka AL-21F-3.
  - Empuje normal: 76,4 kN (7791 kgf; 17 175 lbf) de empuje.
  - Empuje con postquemador: 109,8 kN (11 196 kgf; 24 684 lbf) de empuje.
- Capacidad de combustible: 3.770 kg

### Rendimiento
- Velocidad máxima operativa (Vno): 1860 km/h (1156 MPH; 1004 kt) (Mach 2,0)
- Alcance en combate: 1150 km (621 nmi; 715 mi)
- Alcance en ferry: 2300 m (7546 ft)
- Techo de vuelo: 14 200 m (46 588 ft)
- Régimen de ascenso: 230 m/s (45 275 ft/min)
- Carga alar: 443 kg/m²
- Empuje/peso: 0,68
- Límite de fuerzas soportadas: 7 G

### Armamento
- Cañones: 2× Nudelman-Rikhter NR-30 de 30 mm con 80 proyectiles
- Puntos de anclaje: 10 en total (3 en cada una de las secciones fijas de las alas y 4 en los laterales del fuselaje) con una capacidad de 4000 kg, para cargar una combinación de:  
  - Bombas: 

    - Bombas de caída libre
    - Bombas de racimo
    - Bombas nucleares
    - Bombas guiadas por televisión o por láser (en las versiones más modernas del avión)

  - Cohetes: Contenedores de cohetes
  - Misiles: *** 2× misiles aire-aire de corto alcance R-60 (AA-8 'Aphid') para autodefensa
    - 2× misiles aire-aire de corto alcance R-73 (AA-11 "Archer")
    - Misiles aire-superficie Kh-23 (AS-7 'Kerry'), Kh-25 (AS-10 'Karen'), Kh-29 (AS-14 'Kedge') y Kh-58 (AS-11 'Kilter') (en las versiones más modernas del avión)

  - Otros: *** Contenedores de cañones SPPU-22-01
    - Tanques de napalm
    - Contenedores de contramedidas electrónicas
    - Tanques de combustible externos

### Desarrollos relacionados
- Sukhoi Su-7

### Aeronaves similares
- LTV A-7 Corsair II
- Republic F-105 Thunderchief
- IAR-93 Vultur
- SEPECAT Jaguar
- Soko J-22 Orao
- Nanchang Q-5